# Slainte Mhath
Slainte Mhath foi uma banda da celtic fusion de Ilha Cape Breton. A banda utilizava-se de instrumentos tradicionais da música celta, mesclado com elementos de dance, funk e música eletrônica. O Slainte Mhath excursionou extensivamente por toda América do Norte, Europa e Asia.  O nome da banda é um cumprimento irlandês e gaélico escocês no sentido de boa saúde.
Os membros da banda frequentemente colaboravam com outras bandas. Os irmãos MacNeil tocavam com sua banda familiar Barra MacNeils, Brian Talbot é o baterista da banda de indie rock Slowcoaster.  John MacPhee toca em uma pipe band associada com a Gaelic College of Celtic Arts and Crafts.
Slainte Mhath encerrou suas atividades em 2005.

## Membros
- Boyd MacNeil – bandolim, fiddle, guitarra, percussão, vocais
- Ryan MacNeil – teclado, percussão, vocais
- Lisa Gallant – bodhrán, percussão, fiddle, Sapateado de Cape Breton, vocais
- Brian Talbot – bateria, percussão, vocais
- John MacPhee – Highland bagpipes, Scottish smallpipes, flauta irlandesa, vocais

## Discografia
- Slainte Mhath (1999)
- VA (2002)
- Prophecy (1996)